# Luigi Andreoni
Luigi Andreoni (Vercelli, 7 ottobre 1853 – Montevideo, 20 maggio 1936) è stato un ingegnere italiano naturalizzato uruguaiano, attivo in Uruguay intorno alla fine del XIX secolo.

## Biografia
Luigi Andreoni nacque a Vercelli nel 1853 da un ingegnere ferroviario. Dopo aver completato la sua formazione a Torino e Napoli nel 1876, si trasferisce in Brasile e poi a Montevideo.
Andreoni si interessò all'inizio della costruzione della rete ferroviaria uruguaiana.
Sotto la sua guida, venne realizzato l'Ospedale Italiano Umberto I (1884-1890), il Club Uruguay (1888), il Banco Inglés, Palacio Buxareo (1890 circa ed oggi sede dell'Ambasciata di Francia), il Teatro Stella d'Italia (1895 e inaugurata il 15 luglio 1897), la stazione centrale di Montevideo, il Banco Español o la Casa Vaeza, l'attuale sede del Partido Nacional. Andreoni è stato un insigne rappresentante della eclettismo storicista, ha arricchito la città di Montevideo con il sigillo della belle époque.
Nel 1895 realizzo il Canale Andreoni nel Dipartimento di Rocha.
Morì il 20 maggio 1936 nella sua casa vicino al Ospedale Italiano.
La sua collezione di archeologia classica, probabilmente formata da suo padre, è esposta nel Palazzo Taranco.